# Староиликово (Бакалинский район)
Староиликово (баш. Иҫке Илек) — село в Бакалинском районе Республики Башкортостан Российской Федерации. Входит в состав Килеевского сельсовета.

## География

### Географическое положение
Расстояние до:
- районного центра (Бакалы): 18 км,
- центра сельсовета (Килеево): 6 км,
- ближайшей ж/д станции (Туймазы): 93 км.

## Население
| 2002 | 2009 | 2010 |
| ---- | ---- | ---- |
| 154  | ↘149 | ↘147 |

Национальный состав
Согласно переписи 2002 года, преобладающая национальность — эрзяне (мордва) (68 %).